# Forns de Pega (Sant Celoni)
Els Forns de Pega és una obra de Sant Celoni (Vallès Oriental) inclosa a l'Inventari del Patrimoni Arquitectònic de Catalunya.

## Descripció
Són espais tancats en forma de semiesfera, fets de fang, amb una obertura lateral per posar el material dins. Situats l'un al costat de l'altre, aquí n'hi ha tres.
Aquests forns, eren utilitzats per a fondre les pegues dels arbres amb les quals feien el material inflamable que utilitzaven per il·luminar-se. D'aquests forns encara se'n troben en els nostres boscos, aquí hi exposen aquests, encara que el seu estat de conservació sigui bo.